# Enrique Centenera
Enrique Centenera y Garchitorena (Naga (Camarines Sur), Filipinas) fue un escritor filipino en español, proveniente de los conocidos clanes familiares de los Garchitorena y Centenera. Como periodista colaboró con La Voz de Manila y El Debate mientras estudiaba en el Ateneo de Manila. Además de Periodismo estudio Derecho en la Universidad de Santo Tomás, donde fundó su  propia publicación: La Nación
Durante más de cinco décadas fue un prolífico escritor defensor de lo hispanofilipino, siendo editor de numerosos periódicos en español: El Debate, La Defensa, La Vanguardia.
Centenera fue profesor de español durante muchos años en la Universidad de Santo Tomás y en la Feati University, llegando a ser vicepresidente de la Sociedad de Escritores Hispanofilipinos.

## Premios y reconocimientos
- 1981 Premio Zobel[2][3][4]